# Каледон (ЮАР)
Каледон (африк. и англ. Caledon) — город на юго-западе Южно-Африканской Республики, на территории Западно-Капской провинции. Входит в состав района Оферберх. Административный центр местного муниципалитета Тиватерсклуф.

## История
Поселение, из которого позднее вырос город, было основано в 1715 году и первоначально называлось Звартеберх (или Звартеберхбад). Своё современное название город получил в 1813 году в честь сэра Дю Пре Александера, 2-го графа Каледон, британского губернатора Капской колонии в период с 1807 по 1811 годы. В 1884 году Каледон получил статус муниципалитета.

## Географическое положение
Город расположен в юго-западной части провинции, на берегах реки Бадсрифир, на расстоянии приблизительно 68 километров (по прямой) к востоку-юго-востоку (ESE) от Кейптауна, административного центра провинции. Абсолютная высота — 255 метров над уровнем моря.

## Климат
Климат характеризуется как средиземноморский тёплый (Csb  в классификации климатов Кёппена). Среднегодовая температура воздуха составляет 15,9 °C. Средняя температура самого холодного месяца (июля) составляет 11 °С, самого жаркого месяца (февраля) — 20,1 °С. Расчётная многолетняя норма осадков — 596 мм.

## Население
По данным официальной переписи 2011 года, население Каледона составляло 30 337 человек, из которых мужчины составляли 50,08 %, женщины — соответственно 49,92 %. В расовом отношении цветные составляли 69,65 % от населения города, белые — 15,64 %, негры — 13,66 %, азиаты (в том числе индийцы) — 0,25 %, представители других рас — 0,81 %. Наиболее распространёнными среди жителей языками были: африкаанс (85,3 %), коса (7,07 %), английский (2,89 %) и сесото (2,4 %).

## Транспорт
Через город проходит национальное шоссе N2, а также региональное шоссе R316. Имеется железнодорожная станция. Ближайший аэропорт расположен в городе Херманус.